# Система управління транспортом
Система управління транспортом (англ. TMS, Transport Management System).
TMS — це система, яка забезпечує комплексну автоматизацію управління транспортними перевезеннями.
TMS-системи можуть використовуватись як окремий програмний продукт, так і в комплексі з іншими продуктами в складі ERP-систем.